# Terry Nation
Terry Nation (Llandaf, Cardiff, 8 d'agost de 1930 – Los Angeles, Califòrnia, 9 de març de 1997) va ser un guionista i novel·lista gal·lès.
Segurament, la majoria de gent el coneix per haver creat els mutants malvats Dàleks de la sèrie televisiva de ciència-ficció Doctor Who, en antena des de fa molts anys. Així mateix, durant els anys 70 i 80, també va idear dues sèries britàniques de ciència-ficció: Survivors i Blake's 7.

## Inicis de la trajectòria professional
Nascut a Llandaf, Cardiff, Gal·les, Terry Nation va començar a treballar en la comèdia, fent-se un lloc en la indústria audiovisual l'any 1955, després d'un suposat incident que va ocórrer quan Spike Milligan li va comprar un esborrany que havia escrit, pensant-se que així el treia de la misèria. Durant la dècada dels 50, Nation va treballar com a guionista per l'agència londinenca de guionistes Associated London Scripts, juntament amb Johnny Speight i John Junkin. En aquesta feina, va escriure un centenar de guions de ràdio per a còmics britànics com Terry Scott, Eric Sykes, Harry Worth i Frankie Howerd. El 1962, es va presentar la seva gran oportunitat quan li van encarregar que escrivís per al còmic Tony Hancock, al principi per una sèrie de televisió britànica creada per Hancock (emesa el 1963, sense gaire èxit) i, després, pels seus espectacles en els escenaris.
Nation, finalment, va ser contractat per Hancock com a cap de guionistes i el va acompanyar de gira el 1963. La relació professional tenia contínues discrepàncies, ja que Hancock recorria contínuament al seu material vell i no volia utilitzar els guions de Nation. Després d'una discussió, Nation va ser acomiadat. Abans d'això, Nation havia rebutjat una oferta de David Whitaker per contribuir en una nova sèrie de ciència-ficció que la BBC estava posant en marxa. Whitaker havia pensat en ell després de quedar impressionat amb el guió que Nation havia escrit per a l'antologia de la sèrie televisiva de ciència-ficció britànica Out of this World produïda per l'ABC. En aquell moment, com que Nation es trobava sense feina i amb una família per mantenir, va acceptar l'oferta de Whitaker i va escriure la segona entrega de la primera temporada de Doctor Who - "The Daleks" (també anomenada "The Mutants"), emesa entre 1963 i 1964 al Regne Unit. L'entrega va presentar al públic els aliens epònims que es convertirien en els monstres més famosos de la sèrie. Nation va ser, doncs, el responsable del primer boom de marxandatge de la BBC.
De cop i volta, Nation es va convertir en un escriptor de sèries fantàstiques enmig de l'expectació mediàtica i va continuar escrivint guions de Doctor Who. Es van fer diverses spin-offs dels Dàlek, com per exemple algunes tires al còmic per a nens TV Century 21 i en altres revistes. El material s'atribuïa normalment a Nation, encara que hagués estat escrit per altres. Nation i Dennis Spooner van escriure conjuntament la tercera entrega de 12 episodis de la tercera temporada anomenada "The Daleks' Master Plan", emesa entre el 1965 i el 1966. Després d'això, Nation, que tenia els drets dels Dàleks, va intentar comercialitzar aquests personatges als Estats Units.
També va treballar per les productores de televisió comercial més potents econòmicament, contribuint amb alguns episodis a sèries com The Avengers, The Baron, The Persuaders!, The Champions, Department S i The Saint. A finals de 1960, Nation va intentar fer una sèrie sobre els Dàleks i emetre-la als Estats Units.

## La dècada de 1970
A principis dels anys 70, després d'una llarga absència, Nation va tornar a escriure diverses entregues de Doctor Who i arran d'aquesta nova aparició, la BBC li va encarregar que creés una nova sèrie de drama i ciència-ficció. La sèrie, Survivors, emesa per primera vegada el 1975, explicava la història postapocalíptica dels supervivents d'una plaga que havia exterminat la població. La sèrie va tenir una bona acollida, però el punt de vista de Nation va topar amb el del productor Terence Dudley i les dues temporades posteriors es van produir sense la participació de Nation. En un cas portat pel Tribunal Superior de Justícia d'Anglaterra i Gal·les de mitjan 1970, l'escriptor Brian Clemens va al·legar que havia explicat a Nation l'argument de Survivors a les acaballes de 1960 i que havia registrat la idea al Sindicat d'escriptors del Regne Unit el 1965. Nation va negar-ho rotundament i les dues parts van abandonar el cas a causa de l'augment de les costes judicials.
La seva següent creació per la BBC, Blake's 7, no va tenir tants problemes. La sèrie tractava sobre un grup de presoners criminals i polítics que s'escapaven del sinistre govern anomenat Terran Ferderation en una nau espacial extraterrestre robada. La sèrie es va emetre durant quatre temporades, del 1978 al 1981, i va aconseguir seguidors arreu del món, sobretot al Regne Unit. Nation va escriure la primera temporada de l'entrega. El fet que la seva aportació anés decaient a mesura que avançaven les emissions i que el coordinador de guionistes Chris Boucherdirigís la sèrie va fer que Nation no escrivís la quarta i l'última temporada. Després d'aquesta decisió, Nation va intentar sense èxit buscar finançament per a la cinquena temporada als anys 80.
El 1976, va escriure una novel·la per a la seva filla Rebecca (la qual va donar nom al personatge “Rebec” de la quarta entrega de la desena temporada Planet of the Daleks), titulat Rebecca's World: Journey to the Forbidden Planet (El món de Rebecca: viatge al planeta prohibit), així com una altra novel·la basada en la sèrie Survivors.

## Les dècades de 1980 i 1990
El 1980, Nation es va traslladar a Los Angeles, Califòrnia, on va desenvolupar idees de programes i va treballar per diversos estudis. Molt poca de la feina que va dur a terme en aquest període va resultar igual de fructífera que la dels seus inicis al Regne Unit. A més, va contribuir a la sèrie de televisió americana MacGyver i va treballar per a altres sèries de televisió com A Masterpiece of Murder i A Fine Romance.
Nation es va posar malalt als últims dies de la seva vida i va morir d'emfisema pulmonar a Los Angeles el 9 de març de 1997. Poc abans de morir, estava treballant en un altre intent per reprendre la sèrie Blake's 7 amb Paul Darrow (el qual va fer el paper d'Avon a la sèrie original).

## Filmografia destacada
- I de sobte, la foscor (1970)
- The House in Nightmare Park (1973)